# 2. Primetime Emmy-gála
A 2. Primetime Emmy-gála során az 1949-ben főműsoridőben bemutatott, amerikai televíziós programokat értékelték. A jelölteket az Academy of Television Arts & Sciences választotta ki. A Los Angeles-i Ambassador Hotelben tartott ceremóniát a KFI közvetítette 1950. január 27-én. A gálán az elsőhöz hasonlóan a Los Angelesi televízióadókat díjazták, a díjátadó bizottságot Martha Gaston Bigelow a KFOX rádiótól vezette. Ekkor vezették be a sportműsoroknak szánt kategóriákat is, ami évtizedekkel később saját díjátadót kapott a Sports Emmy-díj képében.

## Győztesek és jelöltek
A nyertesek félkövérrel jelölve.

### Műsorok
| Legjobb televíziós műsor                                                                              | Legjobb gyerekműsor |
| --- | --- |
| - Texaco Star Theatre (KNBH) - Studio One (KTTV) - The Fred Waring Show (KTTV) - The Goldbergs (KTTV) | - Time for Beany (KTLA) - Cyclone Malone (KNBH) - Kukla, Fran and Ollie (KNBH)                                                                                 |
| Legjobb élő műsor                                                                                     | Legjobb ismeretterjesztő műsor |
| - The Ed Wynn Show (KTTV) - Pantomime Quiz (KTTV) - Your Witness (KECA)                               | - Crusade in Europe (KTTV) - Ford News and Weather (KNBH) - Kathy Fiscus Rescue (KTLA) - Man's Best Friend (KTLA) - Nuremberg Trials (KTSL) - Teleforum (KTLA) |

### Műsorvezetők
| Legjobb műsorvezető                                                 | Legjobb műsorvezető élő műsorban                                                              |
| ------------------------------------------------------------------- | --------------------------------------------------------------------------------------------- |
| - Milton Berle (KNBH) - Fran Allison (KNBH) - Arthur Godfrey (KTTV) | - Ed Wynn (KTTV) - Tom Harmon (KECA, KFI) - Mike Stokey (KTTV, KTLA) - Bill Welsh (KFI, KTLA) |

### Sportműsorok
| Legjobb sportműsor |
| --- |
| - Wrestling (KTLA) - Amateur Boxing (KTLA) - Baseball (KLAC) - College Basketball (KTTV) - Ice Hockey (KTLA) - USC-UCLA Football (KECA) |

### Legjobb reklám
- Lucky Strike

## Fordítás
- Ez a szócikk részben vagy egészben  a(z)   2nd Primetime Emmy Awards című angol Wikipédia-szócikk fordításán alapul.  Az eredeti cikk szerkesztőit annak laptörténete sorolja fel. Ez a jelzés csupán a megfogalmazás eredetét és a szerzői jogokat jelzi, nem szolgál a cikkben szereplő információk forrásmegjelöléseként.